# Juan Manuel López (kierowca wyścigowy)
Juan Manuel „Cochito” López (ur. 9 marca 1980 roku w Buenos Aires) – argentyński kierowca wyścigowy.

## Kariera
López rozpoczął karierę w międzynarodowych wyścigach samochodowych w 1997 roku od startów w Południowoamerykańskiej Formule 3, South American Supertouring Championship oraz Formula Vauxhall Winter Series. W późniejszych latach Argentyńczyk pojawiał się także w stawce Argentyńskiej Formuły Renault, Europejskiego Pucharu Formuły 3, Włoskiej Formuły 3, Grand Prix Makau, Brytyjskiej Formuły 3, Masters of Formula 3, South American Supertouring Championship, TC 2000, Top Race Argentina, Top Race V6 Argentina, Spanish GT Championship oraz International GT Open.